# Sabalana-Inseln
Die Sabalana-Inseln (indonesisch Kepulauan Sabalana, ehemals Postilloninseln) sind eine indonesische Inselgruppe in der Floressee. Sie liegen auf halbem Wege zwischen Sulawesi (Celebes) im Norden und Sumbawa im Süden.

## Geographie
Die Inseln gehören zum Distrikt (indonesisch Kecamatan) Liukang Tangaya im Regierungsbezirk (indonesisch Kabupaten) Pangkajene dan Kepulauan der Provinz Südsulawesi (indonesisch Sulawesi Selatan).
Der Archipel hat etwa eine Breite und Länge von jeweils 45 Kilometern. Die Lage der Inseln kann mit der Form eines Saxophons verglichen werden. Im Südosten befindet sich eine Untiefe von 20 × 8 Kilometern Größe. Auf dieser befindet sich Sabalana, die größte Insel der Inselgruppe und eines der größten Atolle des Landes. Südöstlich liegen die Inseln Pamolikang, Pattayangang und Gusung Bira, nordöstlich befinden sich Banawaya, Lilikang und Gusung Lilikang. Nach Südwesten hin zieht sich eine Inselkette mit Sanana Kecil und Sanana Besar, Meong, Matalaang (Matalang), Balaloho (Balalohong), Manukang, Sadulangang und ein gutes Stück entfernt das Inselchen Sarege hin. Südlich dieser Kette liegen die Inseln Suruabu (Soroabu) und Santigiang. Richtung Nordwesten zieht sich von Sabalana aus eine weitere Inselkette mit Laiya (Laija), Makarangana (Makarangang), Sumanga, Balobaloang Kecil, Balobaloang Besar, Sabaru und schließlich Jailamu (Djailamu) im äußersten Nordwesten hin. Südlich von Balobalong Besar liegen die Inselchen Pelokang und Longko.
In zwei Regionen im Westen der Inselgruppe liegen größere Riffe, die zwischen 8 und 20 Metern bis nah an die Oberfläche reichen und im Indonesischen Taka genannt werden. Auch die offenen Gewässer im Süden und Westen sind mit einer Tiefe von 55 Metern relativ flach. Auf der Ost- und Südostseite fallen die Riffe stufenweise auf Tiefen unter 546 m Tiefe herab. Der tiefste Punkt liegt bei 3089 Metern, etwa 50 Kilometer südöstlich des Archipels.
Die Sabalena-Inseln bilden das elftgrößte Korallenriff der Welt. Es verfügt über eine artenreiche Flora und Fauna. Illegale Dynamit- und Giftfischerei schädigen diese schwer. Während lokale Fischer in der Regel strengen Regeln folgen, um den Fischbestand zu bewahren, bestechen auswärtige Fischer korrupte Beamte mit „Schutzgeldern“, um ihre zerstörerischen Methoden anwenden zu können.

## Einwohner
Das administrative Dorf (desa) Sabalana, dem die Inseln südlich von Makarangana zugeordnet sind, hat 3.609 Einwohner (Zensus 2010). Im Kepulauan Balo Baloang, zu dem Balobaloang Besar, Balobaloang Kecil, Sumanga, Pelokang und Longko gehören, leben 3.059 Menschen. Im Desa Sabaru, mit Sabaru und Jailamu wohnen 884 Personen.
Die Bewohner der beiden Balobaloang-Inseln sind traditionelle Bugis-Händler, die mit ihren Segelbooten die Gewässer befahren. Die Einwohner von Sumanga, ethnisch zu den Makassaren gehörend, sind dagegen kommerzielle Fischer. Sie haben während der japanischen Besetzung im Zweiten Weltkrieg das Dynamitfischen begonnen, um ihre Erträge zu steigern. Man nutzte die zurückgelassene Munition der Japaner. Gift verwenden Fischer aus der Nähe von Makasar, die den Hafen Sumangas benutzen. Die wenigen Fischer von Balobaloang, die für den Eigenbedarf und nur teilweise für den Weiterverkauf fischen, benutzen weder Dynamit noch Gift und erzielen daher auch einen geringeren Fang.